# Edith Meyer von Kamptz

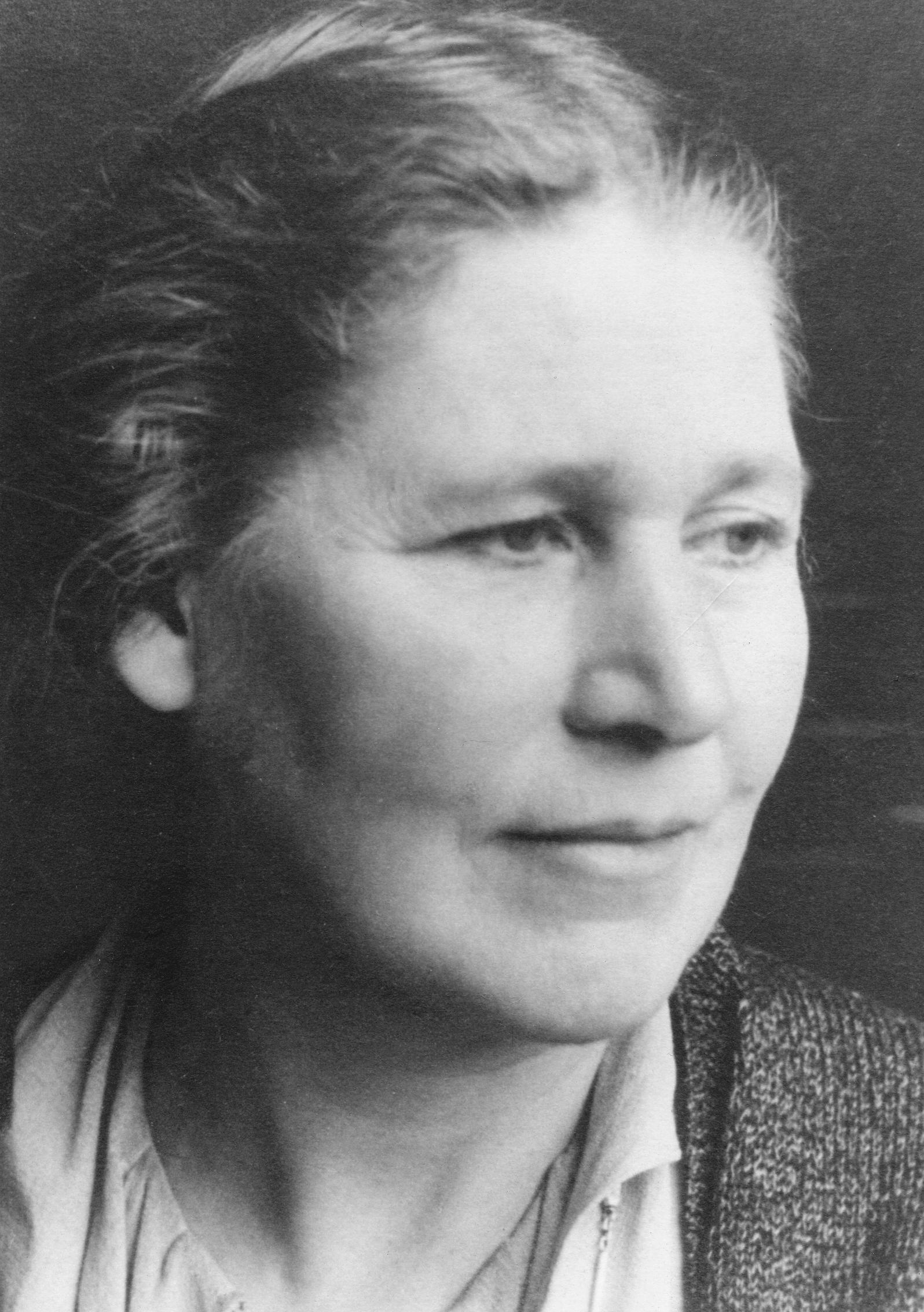
Edith Meyer von Kamptz, 1940er-Jahre

Edith Meyer von Kamptz, geborene Meta Frida Gustave Edith Kiel (* 15. Juni 1884 in Minden; † 7. Januar 1969 in Uchte), war eine deutsche Malerin und Bildhauerin, deren künstlerisches Werk sich den Stilrichtungen des Impressionismus, Expressionismus und der Neuen Sachlichkeit zuordnen lässt.

## Leben und Werk
Edith Meyer von Kamptz wurde 1884 als jüngste Tochter des Seifenfabrikanten Wilhelm Kiel (1850–1932) und dessen Frau Meta geb. Tilly (1854–1942) im westfälischen Minden geboren.  Nach dem Besuch der Städtischen höheren Töchterschule in Minden 1890–1900 und der Klosterschule Sant’Anna in Lugano 1900–1901 heiratete sie am 7. April 1904 den in Minden stationierten Leutnant Fritz von Kamptz (1878–1933). Dieser Ehe entstammten drei Kinder: Meta (1906–1992), Bernhard (1912–1951) und Johanna (1914–1996).
1912 begegnete Edith von Kamptz in Koblenz, wohin ihr Mann dienstlich versetzt worden war, dem Maler William Straube (1871–1954), der von 1908 bis 1911 Mitglied der Académie Matisse in Paris gewesen war. Schon in der Schulzeit ihren künstlerischen Neigungen folgend, unter anderem inspiriert von ihrem Onkel Max Kiel (1859–1900), der als Maler in München lebte, nahm Edith von Kamptz bei Straube in Koblenz Zeichen- und Malunterricht. In der Konfrontation mit seiner von der Avantgarde des französischen Fauvismus beeinflussten neuen, modernen Kunstauffassung erlebte sie ihre künstlerische ‚Initiation‘. Während des Ersten Weltkriegs entschied sie sich endgültig für eine selbstbestimmte künstlerische Existenz; 1915 reiste sie nach Berlin, um sich dort im ‚Studienatelier für Malerei und Plastik‘ von Arthur Lewin-Funcke (1866–1937), danach, 1917, bei dem Porträtmaler Fritz Burger (1867–1927) und der impressionistischen Malerin und Mitbegründerin der Berliner Secession Dora Hitz (1856–1924) weiter auszubilden. Der Besuch einer Ausstellung Max Pechsteins (1881–1955) 1918 in Berlin begeisterte sie derart, dass sie sich intensiv mit dem Expressionismus auseinandersetzte.

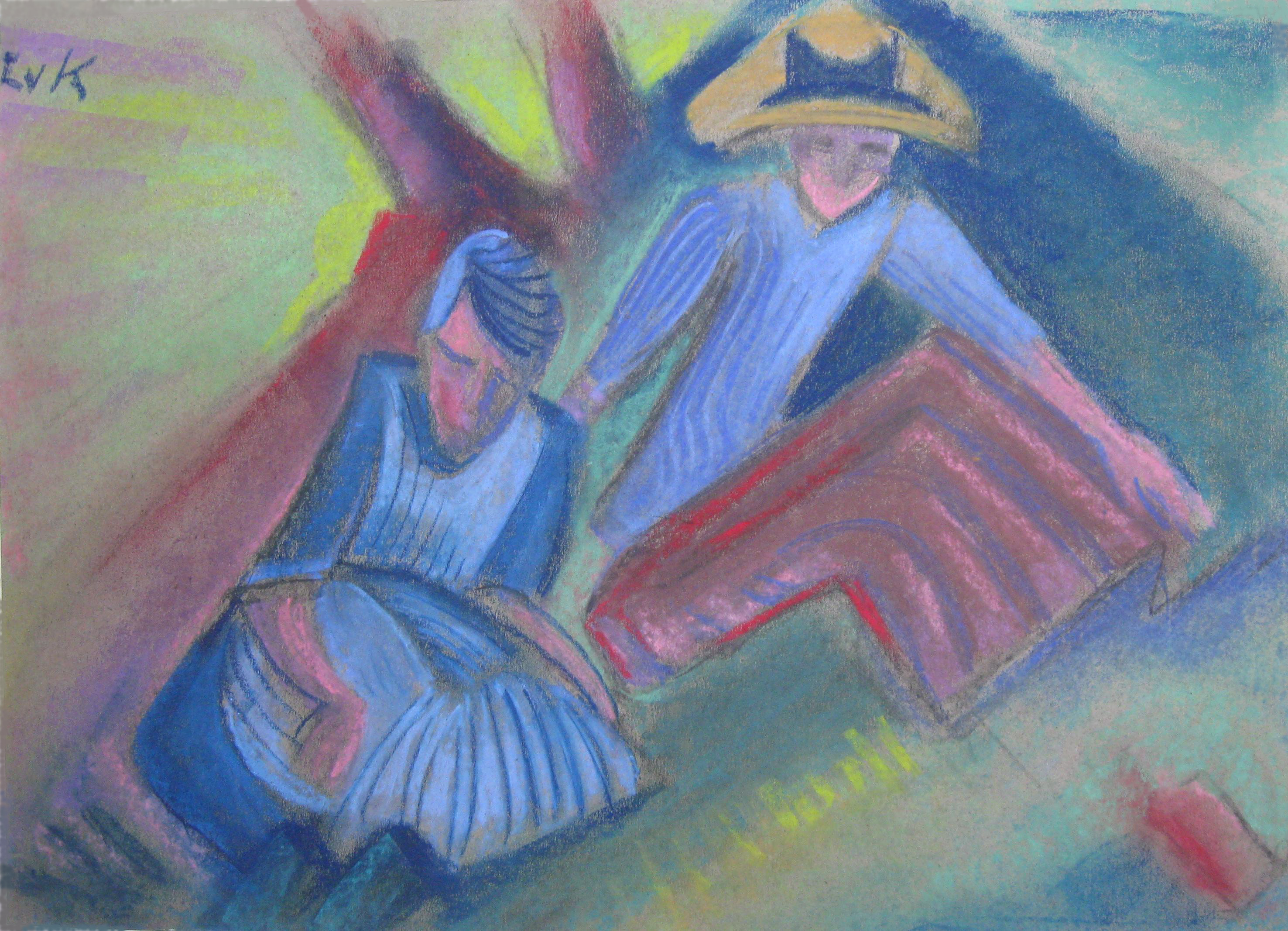
Edith Meyer v. Kamptz: Zwei Frauen; Pastell, undatiert

Im November 1920 lernte Edith von Kamptz den Zweigleiter der Anthroposophischen Gesellschaft in Berlin und Goethe-Forscher Rudolf Meyer (1878–1947) kennen; aus der ersten Begegnung entwickelte sich eine Liebesbeziehung, die am 2. Oktober 1924, nach Ediths Scheidung von Fritz von Kamptz im Dezember 1923, zur Hochzeit führte. Um ihren Kindern nahe zu sein, die auf Anraten Rudolf Meyers die 1919 gegründete Waldorfschule in Stuttgart besuchten, zog Edith Meyer von Kamptz 1922 um in die schwäbische Metropole, wo sie bis 1930 lebte und sich dort u. a. dem anthroposophischen Künstlerkreis im Hause der Malerin Nora Ruhtenberg (1890–1974) anschloss, dem auch die Malerinnen Margarita Woloschin (1882–1973) und Imogen von Bernus (1876–1939) angehörten.
Mit ihrer Rückkehr nach Berlin 1930 begann für Edith Meyer von Kamptz die künstlerisch produktivste und bedeutendste Zeit. Sie arbeitete im ‚Schüleratelier‘ des Malers Willy Jaeckel (1888–1944), der ihr Anregungen für die Porträtmalerei gab. In den folgenden Jahren entstanden zahlreiche Porträtbilder der Künstlerin, die der Neuen Sachlichkeit zugeordnet werden können, viele expressive Aktstudien, Öl- und Pastellbilder, Aquarelle und Zeichnungen, die neben den menschlichen Porträts Reiseimpressionen, Natur- und Tiermotive, städtische und ländlich-bäuerliche Szenen darstellen. Zur weiteren künstlerischen Ausbildung, unter anderem in der Freskomalerei, besuchte Edith Meyer von Kamptz in den 1930er-Jahren Kurse an der Berliner Kunstakademie bei Hermann Sandkuhl (1872–1936), Kurt Wehlte (1897–1973) und Wilhelm Tank (1888–1967). In den Ateliers des ‚Vereins der Berliner Künstlerinnen‘, dem sie beitrat, arbeitete sie nun auch bildhauerisch.

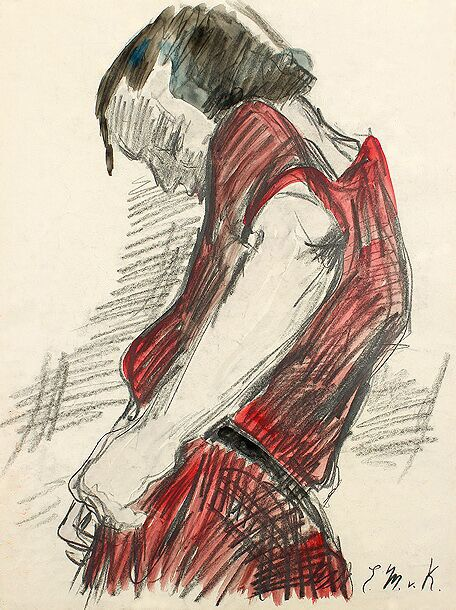
Edith Meyer v. Kamptz: Junge Frau; Bleistift, Kohle, Aquarell, undatiert (vermutl. 1930er-Jahre)

Während des Zweiten Weltkriegs, nach den ersten Bombenangriffen der Alliierten auf Berlin, suchten Edith und Rudolf Meyer Zuflucht im kleinen, nördlich von Minden in ländlicher Idylle gelegenen Ort Uchte, wo Ediths Eltern schon seit 1901 ein Gutshaus besaßen. 1944 begann Edith Meyer von Kamptz, die große Diele des Gutshauses mit farbenprächtigen allegorischen Wandbildern auszustatten, die die menschliche, kulturelle Entwicklung, die Einheit von „Kunst, Erkenntnis und Religion“ veranschaulichten. Als ‚Studienhaus Hammerberg‘  öffneten Edith und Rudolf Meyer ihr neues künstlerisch gestaltetes Heim im August 1946 einer „neuen deutschen Jugend“, „die nach Erneuerung des Kulturlebens aus dem Geist der Zukunft sucht“. Durch Vorträge, Gesprächs- und Arbeitskreise sollten Gedanken der „klassischen deutschen Humanität“, das „Ideengut Rudolf Steiners und des Goetheanismus lebendig vermittelt“ werden; Edith Meyer von Kamptz bot darüber hinaus Malkurse an. Nach dem Tod Rudolf Meyers am 24. Oktober 1947 sah es die Künstlerin als ihre Verpflichtung an, das geistige Erbe ihres Mannes zu bewahren und seine Ideen und Pläne fortzuführen. Bis ins hohe Alter war sie Leiterin des ‚Studienhauses‘.

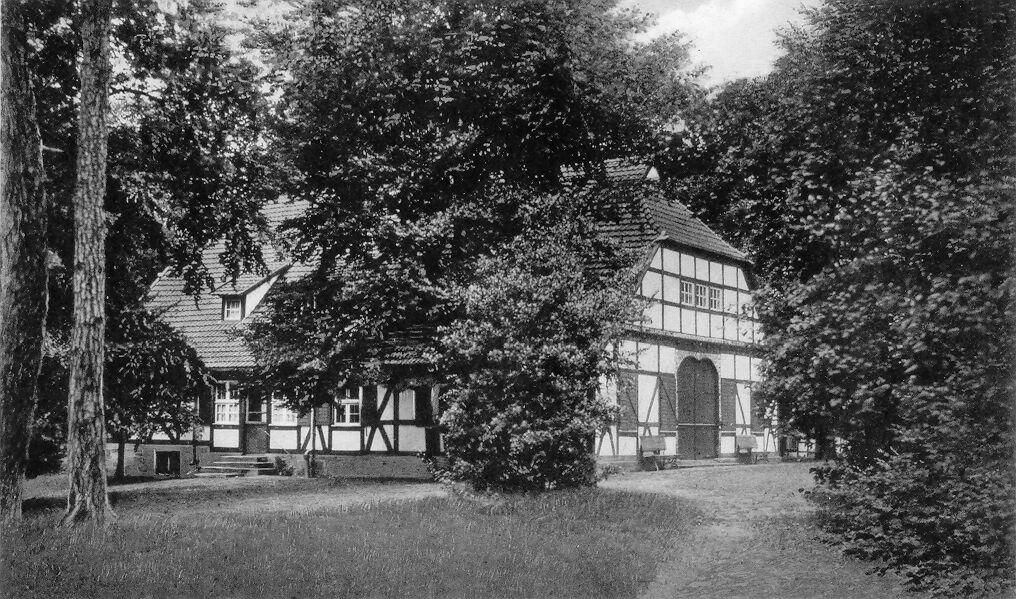
Das Gutshaus Kiel auf dem Hammerberg in Uchte, um 1902; seit 1946 ‚Studienhaus‘

Nach ihrem Tod am 7. Januar 1969 (ihre Grabstätte fand sie wie ihre Eltern und ihr Mann Rudolf Meyer auf dem Friedhof in Uchte) erinnerten zwei kleinere ‚Gedächtnisausstellungen‘ 1969 in Uchte und 1970 in Stuttgart an das Werk der Künstlerin. „Edith Meyer v. Kamptz in eine Kunstrichtung einzuordnen“, so urteilte ein Kritiker über die Ausstellung in Uchte, „ist nahezu unmöglich, so weit gespannt ist der Rahmen. Viele ihrer zahlreichen Landschaften und Porträts erinnern an den Nachimpressionismus Cézannes. Anschauung wechselt mit innerer Vision. Nichts war Edith Meyer v. Kamptz mehr zuwider als der äußere Effekt.“ Mit der von Hartmut Vollmer 2018 vorgelegten Monografie sind die Werke Edith Meyer von Kamptz’ erstmals in einer größeren Sammlung vorgestellt worden.

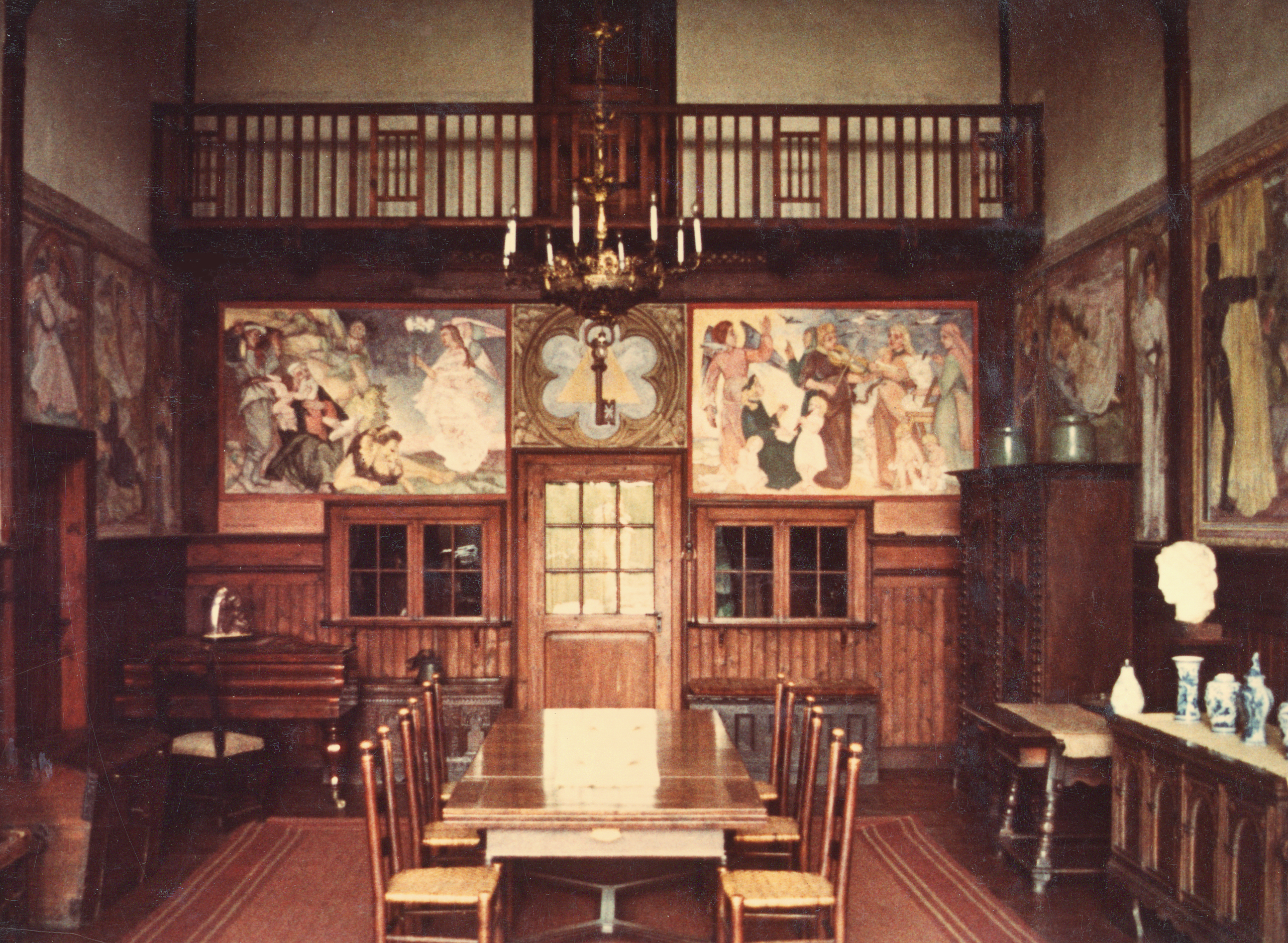
Große Diele im ‚Studienhaus‘ mit den Wandbildern von Edith Meyer v. Kamptz

Ölporträts aus den 1930er-Jahren
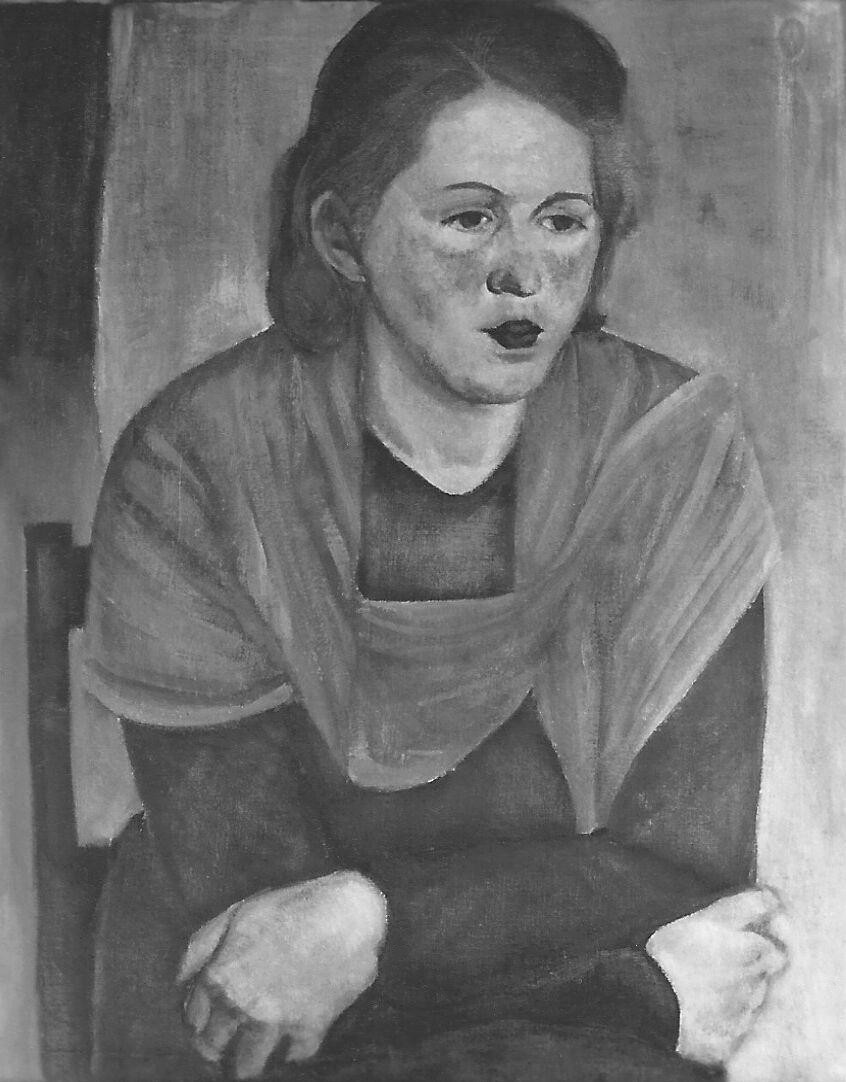
Porträt einer jungen Frau
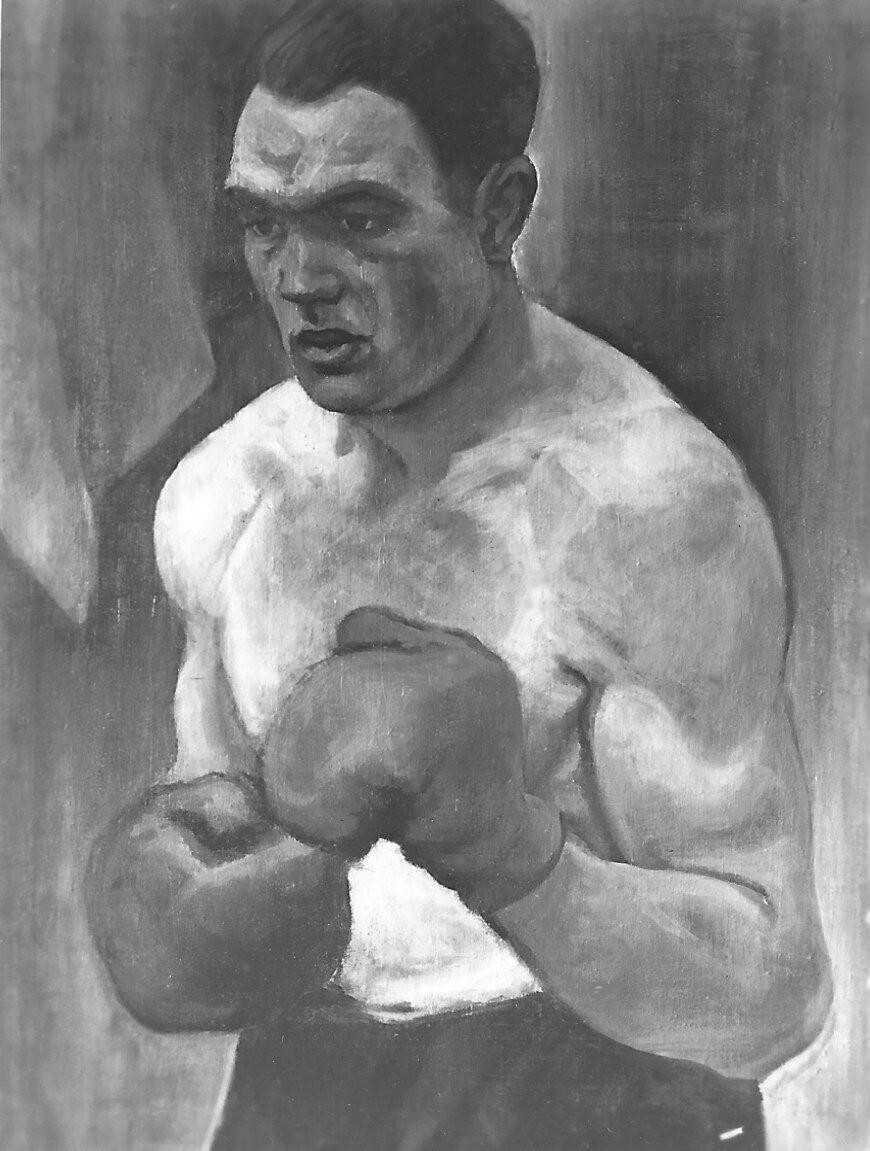
Boxer
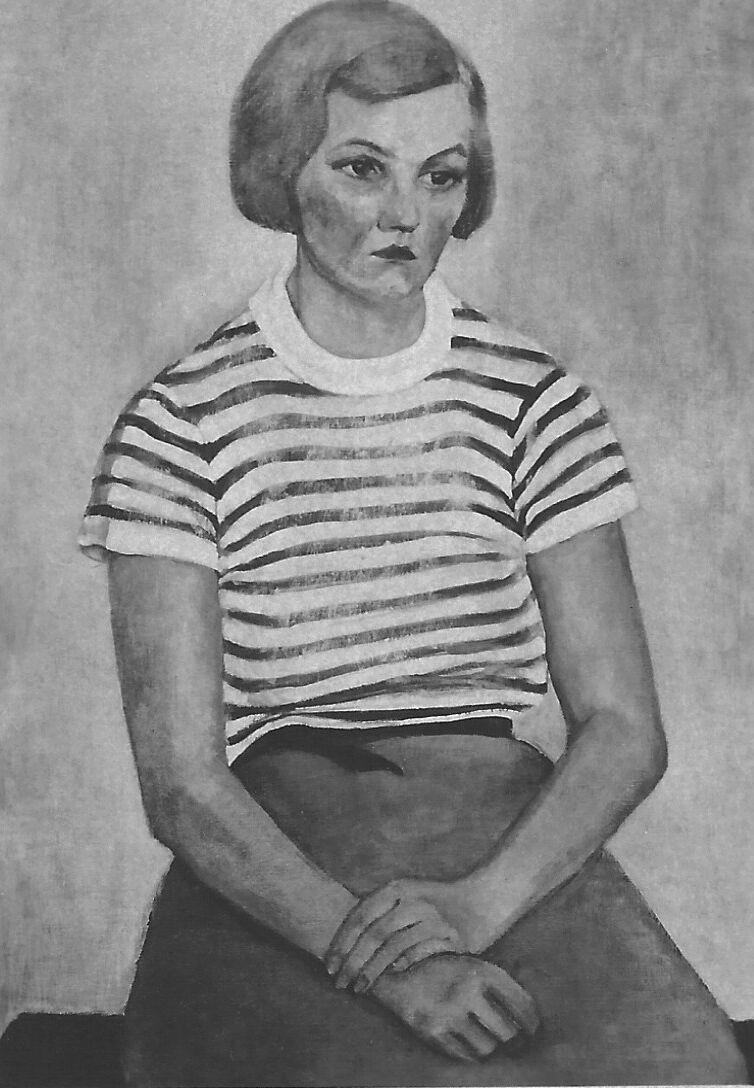
Junge Frau
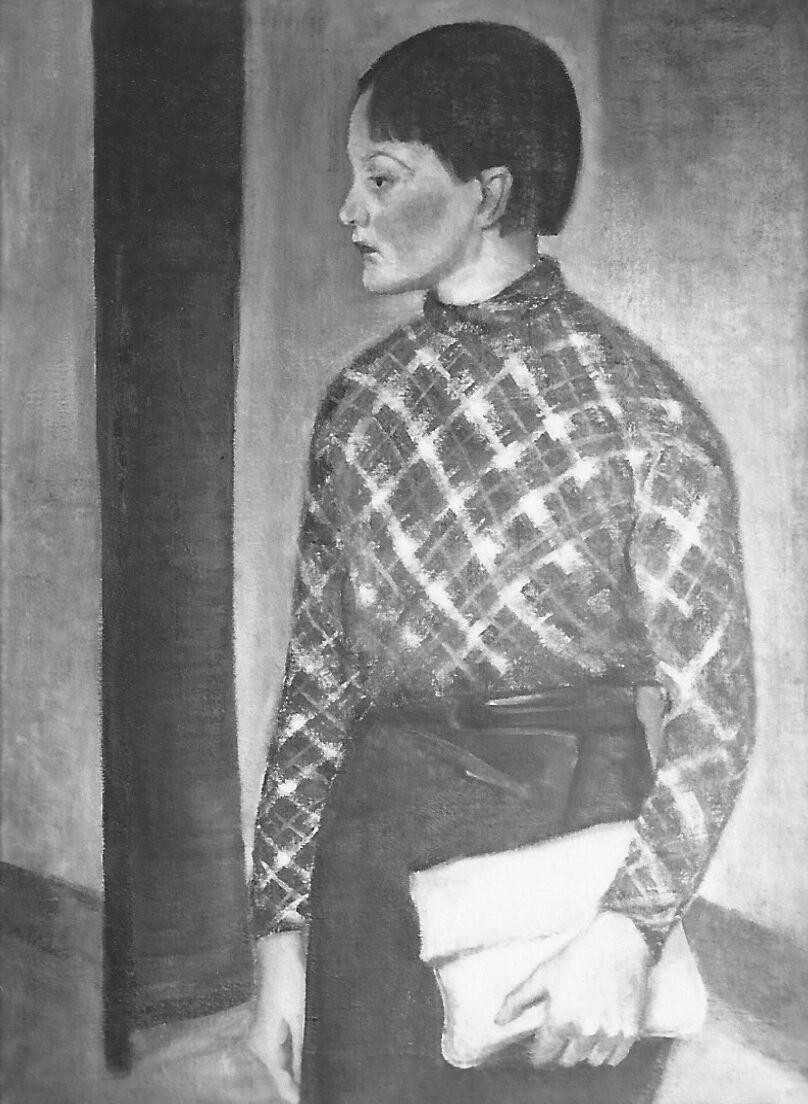
Frau mit Handtasche